# America the Beautiful

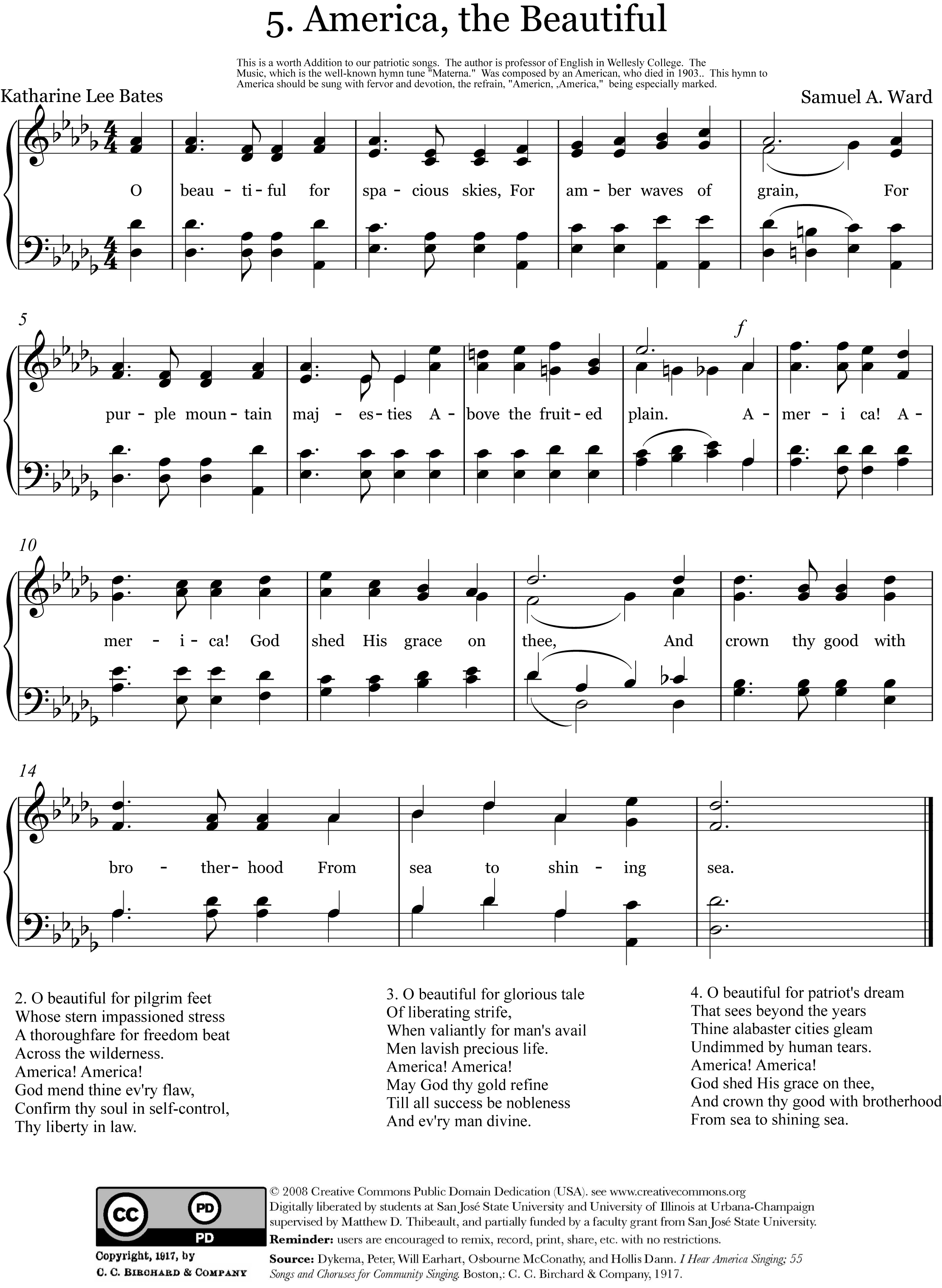
Sheet music version

"America the Beautiful" (tạm dịch: Nước Mỹ tươi đẹp) là một bài hát ái quốc của Mỹ do Katharine Lee Bates viết lời và phần nhạc do nghệ sĩ organ kiêm nhạc trưởng nhà thờ, Samuel A. Ward soạn.
Ban đầu Bates viết lời là một bài thơ, có tên là Đỉnh Pikes, được xuất bản lần đầu tiên trong số ra Ngày Độc lập Hoa Kỳ của tạp chí giáo hội The Congregationalist vào năm 1895. Lúc xuất bản, bài thơ này được đặt tên là America.
Riêng Ward, ban đầu viết giai điệu Materna cho bài thánh ca thế kỷ 19 có tên là O Mother dear, Jerusalem vào năm 1882. Nhạc của Ward kết hợp với thơ của Bates được xuất bản chung với nhau lần đầu tiên vào năm 1910 và được đặt tên là America the Beautiful.
Bài hát là một trong số những bài hát phổ biến và yêu chuộng nhất trong số những bài hát ái quốc của Hoa Kỳ. Qua nhiều thời gian, bài hát này đã từng được đề nghị nhiều lần để thay thế bài hát The Star-Spangled Banner làm quốc ca Hoa Kỳ.

## Lịch sử
Năm 1893, lúc 33 tuổi, Bates, một giáo sư Anh văn tại Đại học Wellesley, thực hiện 1 chuyến đi bằng xe lửa đến Colorado Springs, tiểu bang Colorado để dạy một khóa học hè ngắn hạn tại Đại học Colorado. Một số hình ảnh trên chuyến đi này đã gây cảm hứng cho bà. Những hình ảnh này đã nhanh chóng tìm đường vào trong thơ của bà trong số đó có cuộc hội chợ tại thành phố Chicago, "White City" với lời hứa hẹn tương lai của nó chứa đựng bên trong những tòa nhà thạch cao tuyết hoa; những cánh đồng lúa mì của vùng trung tâm Hoa Kỳ thuộc tiểu bang Kansas mà chuyến xe lửa của bà đi qua vào ngày 16 tháng 7; và quang cảnh hùng vĩ của Đại Bình nguyên Bắc Mỹ từ cao trên Đỉnh Pikes.
Trên đỉnh ngọn núi đó, trong đầu bà hiện lên những vầng thơ, và bà đã ghi xuống ngay sau khi trở về phòng khách sạn của mình tại Khách sạn Antlers nguyên thủy. Ban đầu bài thơ được xuất bản hai năm sau đó trong tạp chí giáo hội The Congregationalist để kỷ niệm Ngày Độc lập Hoa Kỳ. Bài thơ nhanh chóng bắt được sự chú ý của công chúng. Những phiên bản tu chính khác được xuất bản vào năm 1904 và 1913.
Có một số giai điệu âm nhạc đã được dùng để phổ nhạc bài thơ này. Giai điệu thánh ca do Samuel A. Ward soạn được rộng rải xem là phần nhạc hay nhất xứng hợp với bài thơ vào đầu năm 1910 và vẫn là giai điệu phổ thông cho đến ngày nay. Cũng giống như Bates có cảm hứng để viết bài thơ của mình, Ward cũng có cảm hứng để sáng tác giai điệu của mình. Giai điệu nảy sinh khi ông đang trên một chuyến phà từ Đảo Coney trở về nhà tại Thành phố New York sau một ngày nghĩ hè thú vị vào năm 1882. Ngay lập tức ông viết nó xuống. Vì quá nóng lòng để bắt lấy ngay giai điệu đang ở trong đầu nên ông đã yêu cầu người bạn đồng hành trên phà cho dùng cổ tay áo để ông ghi lại giai điệu trên đó. Ông sáng tác giai điệu này cho bài thánh ca cổ "O Mother Dear, Jerusalem" rồi đổi tên tác phẩm của mình thành "Materna". Nhạc của Ward kết hợp với thơ của Bates được xuất bản lần đầu tiên với nhau vào năm 1910 và được đặt tên là America the Beautiful.
Ward mất năm 1903, không biết rằng nhạc của mình đã đạt đến tầm cỡ quốc gia vì giai điệu của ông chỉ được dùng để phổ bài thơ này lần đầu tiên vào năm 1904. Bates thì có may mắn hơn vì sự nổi tiếng của bài hát này đã được thiết lập rõ ràng vào lúc bà mất năm 1929.
Ở nhiều thời điểm khác nhau trong hơn 100 năm kể từ khi bài hát được sinh ra, đặc biệt là suốt thời tổng thống John F. Kennedy, đã có nhiều nỗ lực nhằm đưa vị thế hợp pháp của bài hát "America the Beautiful" trở thành một bài hát ca ngợi quốc gia hay một bản quốc ca tương đương hay thậm chí thay thế bài "The Star-Spangled Banner" nhưng rốt cuộc vẫn không thành công. Những người ủng hộ thích bài hát "America the Beautiful" hơn vì nhiều lý do khác nhau, thí dụ như dễ hát hơn, nhiều âm điệu hơn, và dễ được hòa nhạc hơn trong khi vẫn dễ dàng được nhận ra hơn giống như bài "The Star-Spangled Banner." Một số người khác thích bài "America the Beautiful" hơn bài "The Star-Spangled Banner" vì bài hát thứ hai có hình ảnh thiên về chiến tranh.
Khi tổng thống Richard Nixon viếng thăm Trung Quốc năm 1972, bài hát này đã được ban quân nhạc của Quân Giải phóng Nhân dân Trung Quốc trình diễn để chào đón ông. Ngày 29 tháng 9 năm 2011, bài hát (không lời) đã được trình diễn trên Đài Truyền hình Trung ương Trung Quốc khi tường thuật cuộc phóng phòng thí nghiệm không gian đầu tiên của Trung Quốc có tên là Thiên Cung 1.

## Lời bài hát
O beautiful for spacious skies,
For amber waves of grain,
For purple mountain majesties
Above the fruited plain!
America! America!
God shed His grace on thee,
And crown thy good with brotherhood
From sea to shining sea!
O beautiful for pilgrim feet
Whose stern impassion'd stress
A thoroughfare for freedom beat
Across the wilderness.
America! America!
God mend thine ev'ry flaw,
Confirm thy soul in self-control,
Thy liberty in law.
O beautiful for heroes prov'd
In liberating strife,
Who more than self their country lov'd,
And mercy more than life.
America! America!
May God thy gold refine
Till all success be nobleness,
And ev'ry gain divine.
O beautiful for patriot dream
That sees beyond the years
Thine alabaster cities gleam
Undimmed by human tears.
America! America!
God shed His grace on thee,
And crown thy good with brotherhood
From sea to shining sea.

## Sách
- Sách năm 2001 của Lynn Sherr có tựa đề America the Beautiful có bàn luận về nguồn gốc của bài hát, xuất thân của các tác giả bài hát này theo chiều sâu. ISBN 1-58648-085-5.
- Barbara Younger đã viết một cuốn sách cho trẻ em về việc bài hát này được viết ra: Purple Mountain Majesties: The Story of Katharine Lee Bates and "America the Beautiful". Cuốn sách được minh họa bởi họa sĩ Stacey Schuett.